# 白堤

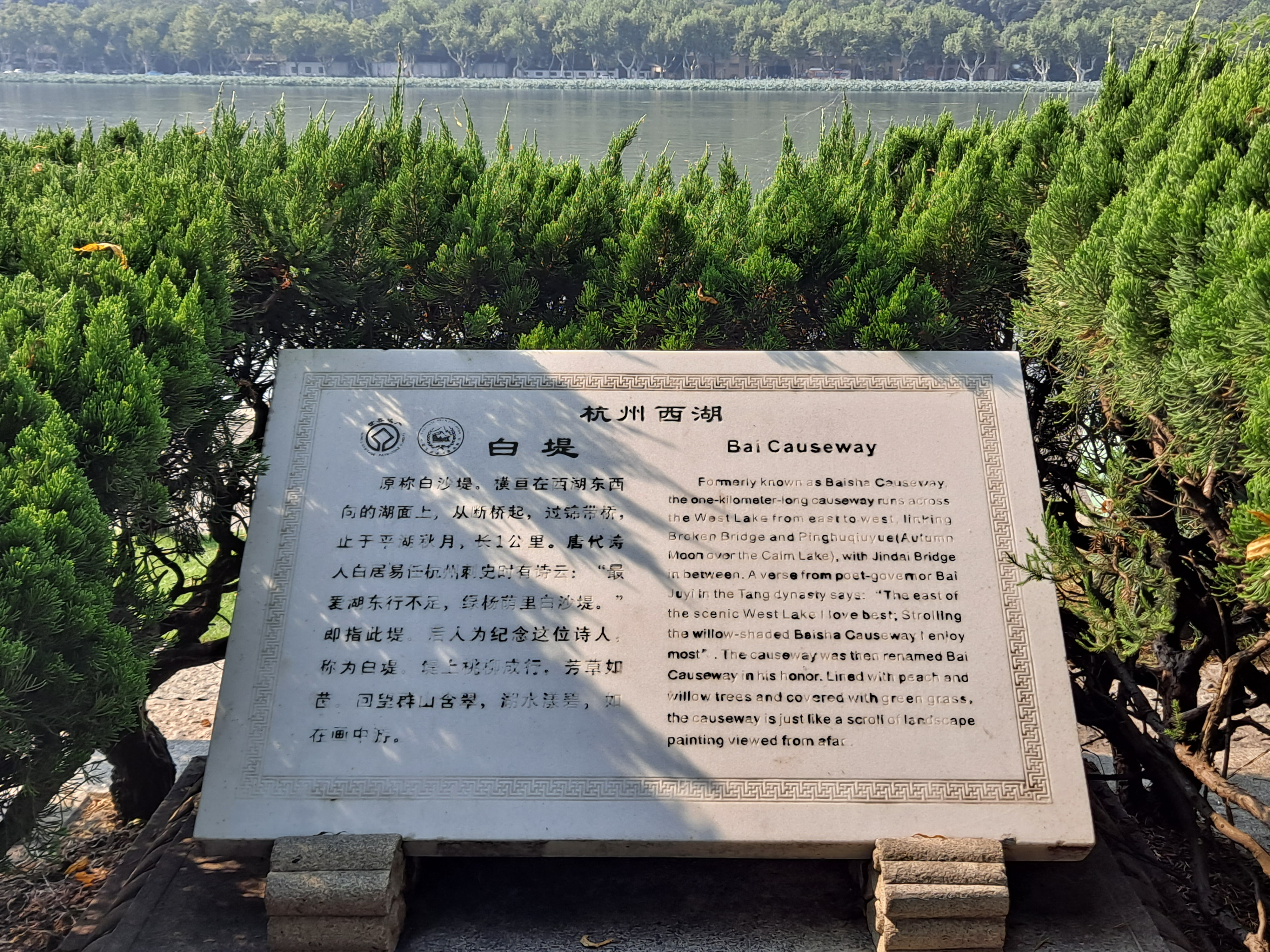
白堤字碑

白堤，旧称白沙堤，是“西湖三堤”之一（另两座是“苏堤”与“杨公堤”），旧日以白沙铺地，故而得名。

## 概况
东起“断桥残雪”，经锦带桥向西，止于“平湖秋月”，长可2里。因为较苏堤、杨公堤短，更适合游人漫步游览。
白堤在唐即称白沙堤、沙堤，其后在宋、明又称孤山路、十锦塘。后人常将白堤与唐代大诗人白居易在今天白沙路一带兴修过的白公堤（亦簡稱「白堤」）而相混，其实当年的白公堤现已不存。
白堤上共有两座桥：断桥、锦带桥。其中断桥，和西湖南面的长桥以及孤山合称“西湖三怪”，即“长桥不长、孤山不孤、断桥不断”。